# Echiophis intertinctus
Echiophis intertinctus is een straalvinnige vissensoort uit de familie van slangalen (Ophichthidae). De wetenschappelijke naam van de soort werd voor het eerst geldig gepubliceerd in 1848 door John Richardson.